# Epirixanthes compressa
Epirixanthes compressa är en jungfrulinsväxtart som beskrevs av Pendry. Epirixanthes compressa ingår i släktet Epirixanthes och familjen jungfrulinsväxter. Inga underarter finns listade i Catalogue of Life.